# 山梨県道505号小和田猿橋線
山梨県道505号小和田猿橋線（やまなしけんどう505ごう おわださるはしせん）は、山梨県大月市を起点・終点とする一般県道である。

## 概要

### 路線データ
- 起点：山梨県大月市七保町（信号無交差点＝国道139号交点）
- 終点：山梨県大月市猿橋町猿橋（新猿橋西交差点＝国道20号交点）

## 通過する自治体
- 山梨県大月市

## 交差・接続する道路
- 国道139号（大月市七保町・信号無交差点）
- 国道20号（大月市猿橋町猿橋・新猿橋西交差点）

## 周辺
- 大月市役所 七保出張所
- 七保郵便局
- 大月市立七保小学校
- 大月市立猿橋中学校
- 猿橋